# Metylendioxi
Metylendioxi är inom organisk kemi namnet på en funktionell grupp, med strukturformeln -O-CH2-O-, alltså två syreatomer anslutna till en metylengrupp (CH2). Metylendioxigruppen ingår ofta i en aromatisk struktur, t.ex. fenyl (vilken benämns metylendioxifenyl eller 1,3-bensodioxolyl). 
Den återfinns i naturprodukter, bland annat safrol, och i droger och kemikalier som paroxetin, MDMA (ecstasy), MDPV och piperonylbutoxid(en). Ytterligare ett exempel är guanidinoetansyran lugdunam, det starkaste sötningsmedlet man känner till.